# Рукоба, Хоакин
Хоаки́н Руко́ба (нем. Joaquín Rucoba, полное имя Хоакин де Рукоба и Окта́вио де Толе́до (Joaquín de Rucoba y Octavio de Toledo); 13 января 1844, Ларедо — 18 апреля 1919) — испанский архитектор XIX — начала XX века.

## Биография
Рукоба учился в Высшей школе архитектуры в Мадриде в 1863—1869 годах. Некоторое время проработал в Вергаре, затем был назначен городским архитектором Малаги, где возвёл арену для боя быков «Ла-Малагета», рынок Атарасанас и Малагский парк. В 1883—1893 годах проживал в Бильбао, где построил новое здание мэрии и Театр Арриаги.

В Мадриде Рукоба построил фронтон Бети Хаи, в Сантандере — монастырь де лас Салесас, а также работал над епископским дворцом и реставрировал местный собор.